# علي جوهر سعد
علي جوهر سعد سلطان فرج (ولد في 3 يونيو 1994 في المنامة، البحرين) لاعب كرة قدم بحريني يجيد اللعب في مركز الظهير الأيسر. يلعب حاليا لصالح المنامة البحريني منذ 2023.